# 多馬什夫 (基韋爾齊區)
50°57′6″N 25°40′44″E / 50.95167°N 25.67889°E
多馬什夫（烏克蘭語：Домашів），是烏克蘭的村落，位於該國西部沃倫州，由盧茨克區負責管轄，始建於1583年，面積1.27平方公里，海拔高度191米，2001年人口253，人口密度每平方公里199.84人。